# Белые барбадосцы
Белые барбадосцы (англ. White Barbadian) — граждане или жители Барбадоса европейского происхождения. Большинство белых Барбадосцев происходят от английских, португальских и шотландских поселенцев и ирландских рабов и поселенцев, прибывших в колониальный период. Другие группы европейских переселенцев состояли из французов, немцев, австрийцев, испанцев, итальянцев и русских. Кроме того, некоторые люди, считающиеся белыми барбадосцами, имеют только частично белое происхождение. По оценкам CIA World Factbook, в стране проживает около 20 000 белых барбадосцев.
Изначально коренные жители составляли большинство населения Барбадоса; после открытия острова большинство населения стали составлять европейцы. Однако до перехода Барбадоса к экономике, основанной на производстве сахарного тростника, остров использовался как исправительная колония, и выселявшиеся из Англии заключённые становились основной количественной частью белых. С началом же производство тростника вырос ввоз рабов из Африки, и белые утратили большинство. Те не менее на протяжении большей части колониального периода белые составляли политическую и экономическую элиту острова. С момента обретения независимости от Великобритании в 1966 году, когда большинство белых вернулись в бывшую метрополию, основа политической власти перешла к чёрному большинству; однако белые по-прежнему сохраняют значительное экономическое влияние, многие предприятия на острове принадлежат белым барбадосцам.
Среди белых барбадосцев существует низший класс, известный как «красноногие»; они являются потомками слуг и заключённых, перевезённых на остров. «Красноногие» исторически составляли неблагополучную группу населения в барбадосском обществе.